# Sassis
Sassis település Franciaországban, Hautes-Pyrénées megyében. Lakosainak száma 72 fő (2022. január 1.). Sassis Saligos, Esquièze-Sère, Luz-Saint-Sauveur, Sazos és Saligos községekkel határos.

## Népesség
A település népessége az elmúlt években az alábbi módon változott:
| Lakosok száma | 85   | 85   | 87   | 80   | 78   | 77   | 76   | 76   | 72   |
|               | 2013 | 2015 | 2016 | 2017 | 2018 | 2019 | 2020 | 2021 | 2022 |